# Makiriko
Makiriko (魔斬子) es una película japonesa, del 10 de septiembre de 2007, producida por Zen Pictures. Es una película del género tokusatsu, de acción y aventuras, con artes marciales, dirigido por Hiroshi Nagai.
El idioma es en japonés, pero también está disponible con subtítulos en inglés, en DVD o descargable por internet.

## Argumento
Sayaki Komaki es una chica que lleva una vida normal de estudiante, en un instituto de secundaria. Secretamente está enamorada de Shindo, que es un estudiante de su mismo curso. La vida escolar en el instituto cambia, cuando uno de los jugadores de baloncesto del equipo del instituto desaparece de repente.
Sayaka conoce a una nueva estudiante misteriosa llamada Setsuna, que es una gran luchadora con la espada. Juntas, tratarán de descubrir los misterios que se ciernen sobre el instituto.

## Saga sobre Makiriko[1]
- Makiriko (2007)

- Makiriko (Demon Hunters) II Lumiere noire et noir blanc- Prelude (2009)

- Makiriko (Demon Hunters) II-Lumiere noire et noir blanc- Broken Song (2009)